# 티나 마제
티나 마제(슬로베니아어: Tina Maze, 슬로베니아어 발음: [ˈtiːna ˈmaːzɛ], 1983년 5월 2일~)는 슬로베니아의 은퇴한 알파인 스키 선수이다.  대회전 전문 선수로 경력을 시작했지만 나중에 5개의 알파인 스키 종목에 모두 출전했다. 슬로베니아 국가대표 선수로서 올림픽에 4회 참가하여 2014년 동계 올림픽에서 금메달 2개, 2010년 동계 올림픽에서 은메달 2개를 획득했다.
알파인 스키 월드컵 5종목 경기에서 모두 우승한 7명의 여자 스키 선수 가운데 한 명이며 한 시즌 동안에 우승한 3명 가운데 한 명이기도 하다. 또한 6차례(2005년, 2010년, 2011년, 2013년, 2014년, 2015년) 슬로베니아 올해의 여자 선수로 선정되는 영예를 안았다. 또한 선수 생활 동안에 알파인 스키 월드컵에서 총 26회 우승을 차지했고 2013년 알파인 스키 월드컵에서 종합 우승을 차지했다. 마제는 2013년 시즌에서 11번의 우승을 차지하면서 월드컵 포인트 기록인 2414점을 기록했는데 2000년 시즌에서 헤르만 마이어가 기록한 2000점을 갱신했다. 또한 해당 월드컵에서 24회 입상하면서 단일 시즌에서 마이어가 세웠던 기록(22회)을 갱신했다.

## 경력

### 초반
마제는 1999년 1월 2일에 15세의 나이로 조국 슬로베니아 마리보르에서 열린 1998–99 시즌 월드컵 대회전 대회에서 알파인 스키 월드컵 데뷔전을 치렀다. 월드컵 초기 시즌 동안 회전, 대회전, 슈퍼대회전에 출전했지만 회전·대회전 종목에서만 월드컵 포인트를 획득했다. 2001년 1월에는 오스트리아 장크트안톤에서 열린 2001년 세계 선수권 대회에 참가하여 첫 세계 선수권 대회에 출전했다. 이 대회에서 거둔 마제의 최고 성적은 회전 종목에서 기록한 16위이다. 2002년 1월에는 마리보르에서 열린 자신의 선수 경력 33번째 월드컵 경기인 대회전 종목에서 스위스의 조니아 네프의 뒤를 이어 2위를 기록하여 처음으로 월드컵 시상대에 올랐다. 2002년 2월 미국 유타주 솔트레이크시티에서 열린 2002년 동계 올림픽에 참가하면서 처음으로 올림픽에 출전했다. 마제는 유타주 파크시티에 위치한 파크시티 마운틴 리조트에서 열린 2002년 올림픽 여자 알파인 스키 대회전에서 12위를 기록했다.

### 2003-2004 시즌
2002년 10월 26일에 오스트리아 죌덴에서 열린 2002–03년 월드컵 개막전 대회전 경기에서 첫 우승을 차지했다. 마제는 여자 대회전에서 오스트리아의 니콜 호스프, 노르웨이의 안드리네 플렘멘과 함께 월드컵 역사상 처음으로 3인 공동 우승을 기록했다. 마제는 대회전에서 190점을 기록하면서 2003년 월드컵 시즌을 38위로 마쳤다. 마제는 2003년 알파인 스키 선수권 대회에서 여자 대회전 5위를 차지했다.
2004년 시즌 월드컵에서는 독일 츠비젠에서 열린 대회전 경기에서 스웨덴의 아니아 페르손의 뒤를 이어 준우승을 차지하며 시즌 유일 월드컵 메달을 획득하였고 종합 순위에서 244점으로 33위를 차지했다. 또한 해당 시즌 월드컵 대회부터 슈퍼대회전에서 첫 포인트를 기록했고 활강에 출전하기 시작했다.

### 2005-2008 시즌
2005년 시즌은 3번의 대회전에서 우승하고 2번의 슈퍼 대회전 시상대에서 모두 3위를 차지하면서 성공적인 시즌이었다. 마제는 대회전에서 366점, 4위로 시즌을 마쳤다. 마제는 2005년 세계 알파인 스키 선수권 대회에서 슈퍼 대회전 6위와 종합 10위를 기록했다.
마제는 2006년 시즌에 대회전 1회 우승과 2차례의 메달권 입상, 대회전 3위, 슈퍼 대회전 준우승 등 다양한 성적을 거두었다. 마제는 525점으로 시즌을 14위로 마쳤고 처음으로 모든 부문에서 월드컵 포인트를 기록했다. 마제는 2006년 토리노 동계 올림픽에서 대회전과 슈퍼 대회전에 출전해 각각 12위와 39위를 기록했다.
2007년 시즌은 10위권에서 단 3번만 진입했기 때문에 지난 2차례의 시즌만큼 성공적이지 못했다. 마제는 268점으로 시즌을 30위로 마쳤다. 마제가 2007년 세계 알파인 스키 선수권 대회에서 기록한 최고 성적은 슈퍼 대회전 14위였다.
마제는 2008년 2월에 스위스 장크트모리츠에서 첫 활강 경기에서 슬로베니아의 여자 스키 선수로는 최초로 활강 종목에서 우승을 차지하는 영예를 안았다. 이 기록은 마제가 대회전 이외의 종목에서 처음으로 나온 우승이기도 하다. 마제는 2008년 시즌을 합계 287점, 종합 28위로 마쳤다.

### 2009-2010 시즌
2007년과 2008년 시즌 성적이 저조하자 마제는 스키 국가대표팀에서 물러나 코치이자 파트너인 안드레아 마시와 함께 "팀 투 어 마제"(Team to aMAZE)를 결성했다. 이러한 움직임은 마제의 성적이 크게 향상되기 시작하면서 마제의 경력에 결정적인 한 걸음이 되었다. 2009년 알파인 스키 월드컵에서 마제는 슬로베니아 마리보르와 스웨덴 외레에서 열린 대회전에서 모두 2골을 넣었다. 마제는 또한 3개의 메달을 더 수상했는데 활강에서는 2위를 차지했고 슈퍼 대회전에서는 2번이나 3위를 차지했다. 마제는 프랑스 발디제르에서 열린 2009년 세계 알파인 스키 선수권 대회에서 대회전 은메달을 획득하여 "큰 대회"에서 첫 메달을 획득했다. 마제는 1차 레이스에서 15위에 그쳤으나 2차 레이스에서 분노하듯이 질주하면서 뛰어난 성적을 거두었다. 마제는 활강에서 14위, 슈퍼대회전에서 5위를 차지했다. 마제는 2009년 시즌을 852점으로 6위로 마쳤다. 마제는 대회전 순위에서 3위를 차지했다.
2010년 시즌에 마제는 대회전 1승을 거두었고 대회전과 대회전에서 준우승을 차지했다. 그 시즌에 마제는 15개의 상위 10위 안에 들었고 전체 순위에서 4위를 차지했다. 마제는 대회전 순위에서 다시 3위를 했다.
마제는 캐나다 밴쿠버에서 열린 2010년 동계 올림픽 개막식에서 슬로베니아 선수단의 기수를 맡았다. 마제는 휘슬러에서 열린 여자 알파인 스키 슈퍼 대회전과 대회전에서 은메달을 획득했다. 그 외에 슈퍼복합에서 5위, 회전에서 9위, 활강에서 18위를 기록했다.

### 2011-2012 시즌
마제는 2011년 시즌을 몇 차례의 좋은 결과와 시상대 입성으로 힘차게 시작했다. 마제는 해당 시즌에서 슈퍼 복합(이탈리아 타르비시오)과 활강(스위스 렌체르하이데)에서 생애 첫 우승을 차지했다. 마제는 시상대에 6번 더 올랐다. 마제는 2011년 시즌 전체 순위에서 1139점으로 3위를 차지했다.
마제는 독일 가르미슈파르텐키르헨에서 열린 2011년 세계 알파인 스키 선수권 대회에서 슈퍼 복합 은메달과 대회전 금메달을 획득했다. 마제는 회전과 활강에서 5위를 차지했고 슈퍼 대회전에서 11위를 차지했다. 마제는 2012년 알파인 스키 월드컵에서 우승을 차지하지 못했지만 시상대에 10번 올랐기 때문에 매우 흥미로운 시즌으로 여겨졌다. 마제는 1402점을 기록하면서 미국의 린지 본에 이어 2위로 시즌을 마쳤다.

### 2013 시즌
마제는 오스트리아 죌덴에서 열린 2013년 알파인 스키 대회전에서 우승을 차지하면서 시즌을 시작했다. 그러고나서 미국 애스펀에서 열린 2번째 대회전 대회에서 우승을 차지했고 스위스 장크트모리츠에서 열린 대회전, 슈퍼 복합에서 모두 우승을 차지했다. 마제는 프랑스 쿠르슈벨에서 열린 대회전에서 다시 우승하여 이 종목의 첫 4개 대회에서 우승을 차지했다. 마제는 새해까지 11개의 메달을 차지했는데 5번의 우승, 2번의 준우승, 4번의 3위를 차지하면서 종합 순위에서 상당한 우위를 점했다. 마제는 또한 한 해에 가장 많은 포인트(2180점)와 한 해에 가장 많은 메달(19개) 기록을 갱신했다. 마제는 2013년 1월 13일에 오스트리아 장크트안톤암아를베르크에서 열린 슈퍼 대회전 대회에서 첫 우승을 차지했다. 마제는 1월 26일에 슬로베니아 마리보르에서 열린 대회전 대회에서 2위를 차지하면서 자신의 첫 월드컵 대회전 우승을 거머쥐었고 1월 26일에 열린 회전 대회에서 우승을 차지했다.
마제는 2월 24일에 프랑스 메리벨에서 열린 슈퍼 복합 대회에서 시즌 2번째 우승을 차지했는데 9개의 레이스를 남겨두고 월드컵 종합 우승을 차지하는 영예를 안게 된다. 마제는 슈퍼 복합 순위에서 가장 많은 점수를 획득했음에도 불구하고 대회 부족으로 인해 이 종목의 크리스털 글로브(Crystal Globe)를 수상하지 못했다.
마제는 3월 1일에 독일 가르미슈파르텐키르헨에서 열린 슈퍼 대회전 대회에서 2위를 차지하여 이전 여자 선수 기록을 깼다. 마제는 3월 2일에 열린 활강 대회에서 우승하여 한 시즌 동안 모든 종목에서 우승을 차지했는데 이전에는 2명의 여자 스키 선수만이 이룩한 것이었다. 이 대회에서 마제는 또한 한 시즌 동안 월드컵 통산 2000점을 돌파하여 2000년 시즌에서 헤르만 마이어가 세운 약 2000점 기록을 깼다. 월드컵 결승전의 마지막 활강 경기가 취소됨에 따라 마제는 세계 선수권 대회에서 무릎 부상으로 2월에 중도 하차한 린지 본에 1점 뒤진 2위로 시즌을 마쳤다. 마지막 슈퍼 대회전 경기 또한 취소되면서 마제는 슈퍼 대회전 타이틀을 거머쥐었다. 3월 17일에 마지막으로 열린 대회전 경기에서 마제는 시즌 11번째 우승를 거두었고 총합 2414점으로 대회를 마쳤다.
마제는 2013년 시즌에서 각종 통계 기록을 갈아치웠는데 한 시즌 최다 수상 기록(24회, 이전에는 헤르만 마이어가 갖고 있던 22회), 여자 부문 단일 시즌 최다 수상 기록(24회, 이전에는 하니 벤첼과 페르닐라 비베리가 갖고 있던 18회), 상위 5위권 최다 진입(31회, 이전에는 헤르만 마이어와 페르닐라 비베리가 갖고 있던 24회), 초반 10차례의 레이스 이후에 나온 가장 높은 점수(677점, 이전에는 카탸 자이칭거가 갖고 있던 643점), 가능한 점수 가운데 가장 높은 포인트(69%, 이전에는 페르닐라 비베리가 갖고 있던 61%), 2위 선수와 가장 높은 포인트 차이(1313점, 헤르만 마이어의 743점, 린지 본의 578점)가 이에 해당한다. 사실 마제는 2위·3위 스키 선수를 합친 것보다 더 많은 월드컵 포인트를 모았다. 마제는 1989년 시즌에서 스위스의 브레니 슈나이더가 유일하게 달성했던 모든 대회전 경기에서 시상대에 올랐다. 마제는 시즌 내내 전체 랭킹 1위를 유지한 유일한 여자 선수이기도 한데 남자 선수를 포함하면 미국의 보디 밀러 이후 처음이다. 마제는 종합 타이틀 이외에도 슈퍼 대회전과 대회전에서도 우승을 차지하면서 종합 1위를 차지했고 활강과 대회전에서는 2위를 차지했다. 참고로 활강과 대회전에서는 각각 린지 본과 미카엘라 쉬프린이 우승을 차지했다. 마제는 또한 악천후로 인해 시즌 최종 레이스가 취소되면서 린지 본에게 활강 타이틀을 1점 차이로 내줬는데 마제가 부상당한 본을 넘기 위해서는 15위권 진입만이 필요했을 것이다. 시프린은 시즌 마지막 회전 경기에서 포인트 선두를 달리고 있던 마제를 꺾어야 시즌 회전 타이틀을 탈환할 수 있었다.
마제는 오스트리아 슐라트밍에서 열린 2013년 세계 알파인 스키 선수권 대회에서 우승 후보로 참가했다. 당시 마제는 5개 종목 가운데 3개 종목(대회전, 슈퍼 대회전, 슈퍼 복합)에서 월드컵 순위 선두를 달리고 있었고 회전에서는 2위, 활강에서는 3위를 차지했다. 몇몇 전직 알파인 스키 선수들은 마제가 모든 종목에서 메달을 딸 수 있다고 평가했다. 마제는 오스트리아 플라나이에서 열린 첫 슈퍼 대회전 경기에서 금메달을 획득했고 3일 뒤에 열린 슈퍼 복합 경기에서 은메달을 획득했다. 마제는 활강에서 7위를 차지했고 대회전에서 또 다른 은메달을 차지했으며 회전에서는 5위를 차지했다.
마제는 2013년 10월에 이전 시즌의 기록을 깨는 활약으로 국제 스키 기자 협회 회원들로부터 스키외르도르(Skieur d'Or)를 수상했다. 이로써 1963년에 상이 제정된 이래 최초로 스키외르도르를 수상한 최초의 슬로베니아 출신의 스키 선수가 되었다.

### 2014 시즌
마제는 2014년 시즌에서 시상대에 1번만 섰을 정도로 시작이 부진했다. 성적 하락은 발테르 론코니가 지난 시즌까지 활약했던 리비오 마고니를 경질하고 새로운 코치로 부임한 영향도 있었다. 2014년 1월에는 론코니가 마우로 피니로 대체되는데 마제가 이끌던 팀에 긍정적인 변화를 가져왔다. 마제는 올림픽에 이어 시상대에 2번 올랐고 2차례에 걸쳐 3위를 차지했다. 시즌 말에 완전히 지쳐 있던 마제는 2개의 올림픽 금메달로 자신의 목표를 달성하면서 마지막 경주를 어렵게 마쳤다. 마제는 활강에서 3위를 차지했고 종합 4위를 차지했다.
러시아 소치에서 열린 2014년 동계 올림픽에 참가한 마제는 로사후토르 알파인 스키 리조트에서 열린 슈퍼 복합 경기에서 4위를 차지했다. 활강 경기에서는 스위스의 도미니크 기진과 함께 공동 1위를 차지했는데 슬로베니아 역사상 최초의 동계 올림픽 금메달이자 동계 올림픽 알파인 스키에서 최초로 나온 공동 금메달이기도 하다. 마제는 슈퍼 대회전 경기에서 5위를, 회전 경기에서 8위를 각각 차지했다. 대회전 경기에서는 금메달을 차지했다. 2014년 소치 동계 올림픽에서 성공을 기록한 마제는 2년 연속으로 로레우스 세계 스포츠 어워드 후보에 오르기도 했다.

### 2015 시즌
2015년 시즌은 마제에게 지난 해보다 강했다. 3번의 대회에서 우승을 차지하면서 4개의 메달을 획득한 마제는 미국 콜로라도주 베일·비버크릭에서 열린 2015년 세계 알파인 스키 선수권 대회에서 전체 월드컵 선두로 참가했고 2013년과 마찬가지로 5개 부문에서 메달을 딸 가능성이 있는 후보로 여겨졌다. 마제는 슈퍼 대회전에서 은메달을 획득했고 활강과 슈퍼 복합에서 금메달을 획득했다. 대회전에서는 5위, 회전에서는 8위로 세계 알파인 스키 선수권 대회에서 최고 성적을 거두었다.
마제는 세계 알파인 스키 선수권 대회 이후에 피곤했기 때문에 슬로베니아 마리보르에서 열린 2번의 대회 가운데 어느 것도 끝내지 못했는데 이는 마제가 오스트리아의 아나 페닝거에 우위를 잃기 시작했다는 것을 의미했다. 시즌 마지막 레이스는 마제와 페닝거의 접전이었다. 마제는 시즌이 끝날 때까지 6개의 메달을 추가로 차지했고 마지막 레이스 이전까지 종합 순위에서 18점을 앞서고 있었지만 페닝거가 마지막 대회전에서 우승하며 2014년 시즌부터 종합 우승을 지켰다. 마제는 시즌 포인트 2위로 시즌을 마쳤다. 마제는 또한 회전, 슈퍼 대회전, 그리고 활강 순위에서 3위를 차지했다. 마제는 2014년 시즌 말에 다음 달에 스포츠에서 은퇴할 수도 있음을 암시했다.

### 은퇴
2015년 5월에 마제는 2015-16 시즌에 출전하지 않고 1년 동안 스포츠에서 휴식을 취할 것이라고 발표했다. 마제는 2016년 10월 20일에 오스트리아 죌덴에서 은퇴를 선언했다. 마제는 2017년 1월 7일에 슬로베니아 마리보르에서 열린 대회전에서 공식적으로 은퇴하면서 1999년부터 시작된 스키 선수 경력을 마무리했다.

## 개인사
마제는 해외에 나가거나 훈련하지 않던 동안에 치르나나코로슈켐에 거주했다. 마제는 자신이 속한 팀장이기도 한 안드레아 마시와 교제했다. 2017년 11월에는 마제와 마시 부부가 함께 아이를 가질 예정이라고 발표했다. 마제는 2018년 2월에 딸을 출산했다.
마제는 2012년에 슬로베니아의 음악 프로듀서이자 2인조 음악 그룹 마라야(Maraaya)의 멤버이기도 한 레이(Raay, 본명: 알레시 보브크(Aleš Vovk))가 프로듀싱한 팝 록 싱글 〈My Way Is My Decision〉을 녹음했다. 마제는 1년 동안 경기에 참가하지 않던 동안에 마리보르 대학교에서 교육학과 초등 교사 학위를 따면서 학업을 마무리했다.

## 기록

### 올림픽
| 연도 | 날짜     | 장소          | 종목            | 결과          | 메달 |
| ---- | -------- | ------------- | --------------- | ------------- | ---- |
| 2010 | 2월 20일 | 캐나다 밴쿠버 | 여자 슈퍼대회전 | 2위 (1:20:63) |      |
| 2010 | 2월 24일 | 캐나다 밴쿠버 | 여자 대회전     | 2위 (2:27.15) |      |
| 2014 | 2월 12일 | 러시아 소치   | 여자 활강       | 1위 (1:41.57) |      |
| 2014 | 2월 18일 | 러시아 소치   | 여자 대회전 런  | 1위 (2:36.87) |      |